# Abarshahr

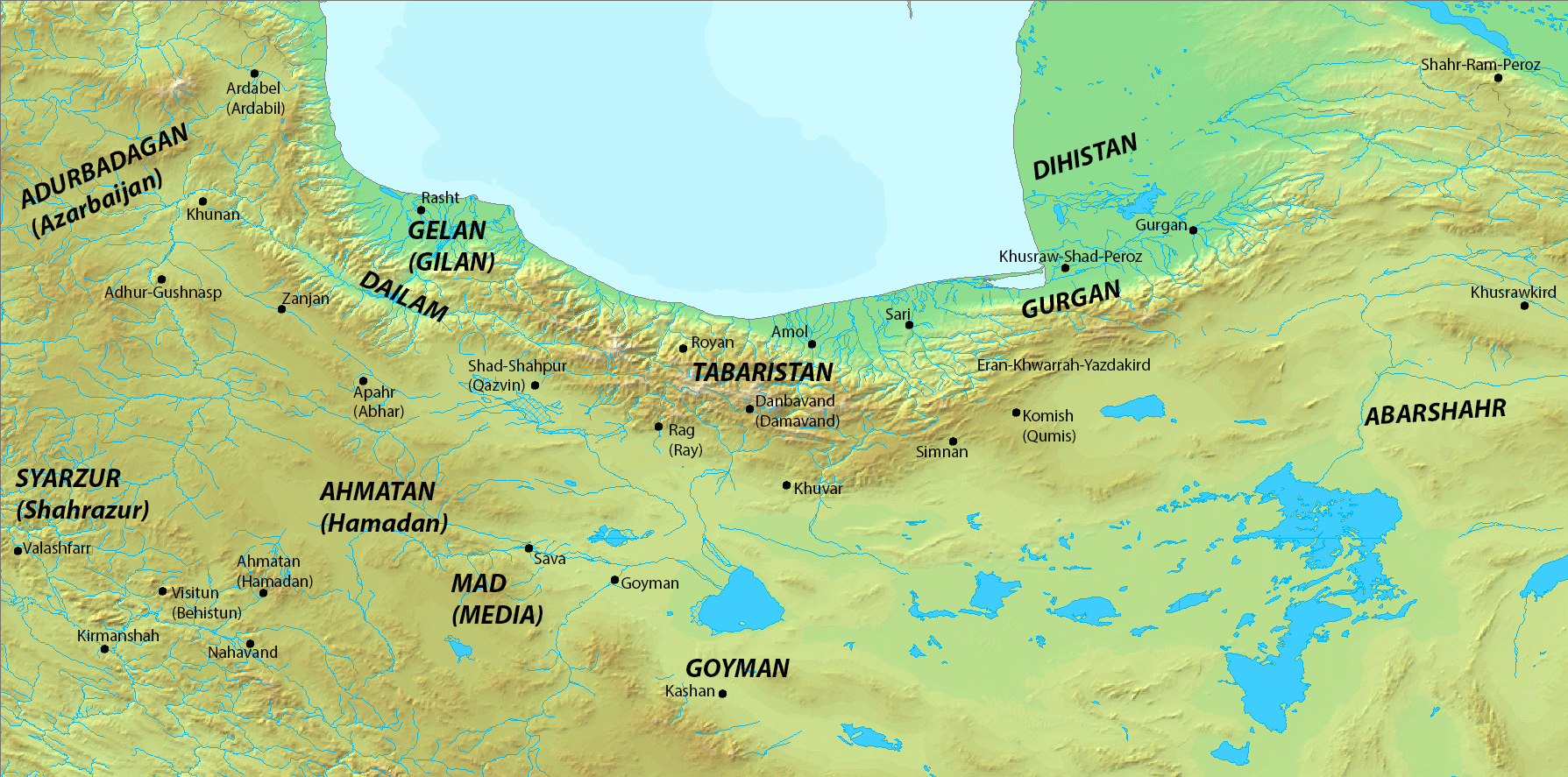
L'Abarshahr (a destra) e i territori circostanti

L'Abarshahr fu una satrapia (provincia) dell'impero sasanide, localizzata nella parte orientale dell'impero, nella regione del Grande Khorasan. Era attraversata dal fiume Hari, che veniva utilizzato per irrigare i campi. Strabone menziona la regione per l'abbondante produzione di vino. Le città più importanti della regione erano Candac, Artacauan, Apameia e Pushang (fondata da Sapore I). La provincia commerciava con Indiani e Cinesi.